# Castillo de Montealegre de Campos

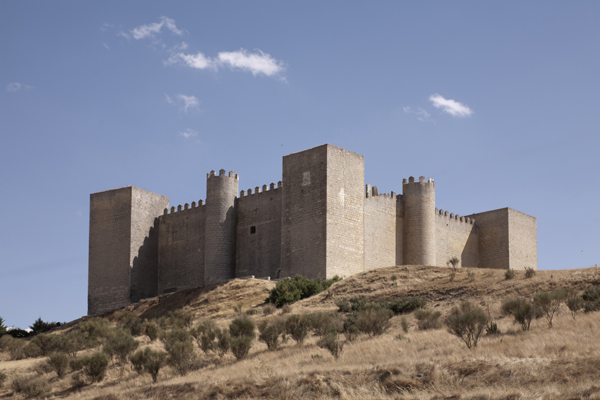
Burg von Montealegre de Campos

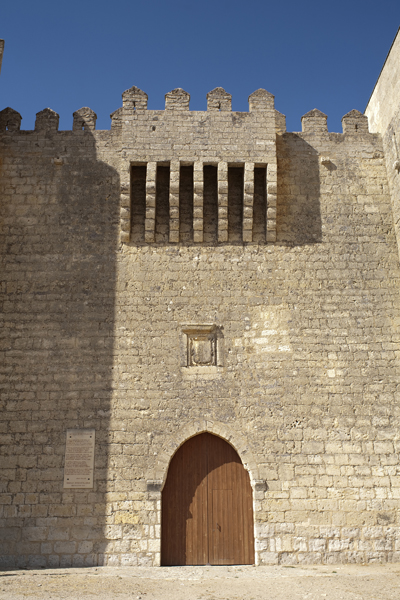
Portal, Wappen und Wehrerker

Das Castillo de Montealegre de Campos ist eine Burg in Montealegre de Campos in der spanischen Provinz Valladolid der Autonomen Region Kastilien und León. Die Burg ist seit 1949 ein geschütztes Baudenkmal (Bien de Interés Cultural).

## Lage
Die Burg befindet sich am Südrand der fruchtbaren Landschaft der Tierra de Campos auf einer vorgelagerten Anhöhe der Montes Torozos in einer Höhe von circa 815 m ü. d. M.

## Geschichte
Die im 14./15. Jahrhundert von der Familie Albuquerque, die zu dieser Zeit in der Region großen Einfluss besaß, errichtete Burg diente – trotz der endgültigen Vereinigung der beiden Königreiche Kastilien und León im Jahr 1230 – als Grenzfestung. Bereits während des Comuneros-Aufstands (1520–1522) diente sie den Aufständischen als Stützpunkt. Später wurde sie als Lager für Getreide etc. genutzt. Zu Beginn des 21. Jahrhunderts wurde sie restauriert und fungiert heute als Centro de Interpretación de la Edad Media y de los castillos.

## Architektur
Die Burg mit ihren bis zu vier Meter dicken und 20 Meter hohen Mauern mit unvollständig erhaltenem Zinnenkranz (almenaje) ist auf einem nahezu quadratischen Grundriss errichtet. Sie besitzt vier Ecktürme und vier weitere Rundtürme entlang der Außenmauern (cortinas); der Eckturm rechts des Portals ist fünfeckig und diente wahrscheinlich als Bergfried (torre del homenaje). Über dem kleinen, schmucklosen Portal ist das Wappen des Hauses Albuquerque angebracht; darüber befindet sich ein Wehrerker (ladronera). An den Außenmauern des Innenhofs (corte) standen einst in Fachwerktechnik errichtete Stallungen und Lagerräume im Erdgeschoss sowie Aufenthalts- und Schlafräume für die Wachmannschaft; darüber verlief ein umlaufender Wehrgang (camino de ronda).

## Sonstiges
Die Burg diente als Hintergrundkulisse für einige Szenen des im Jahr 1960 gedrehten Films El Cid mit Charlton Heston und Sophia Loren (Regie: Anthony Mann).